# Граф Солсбері

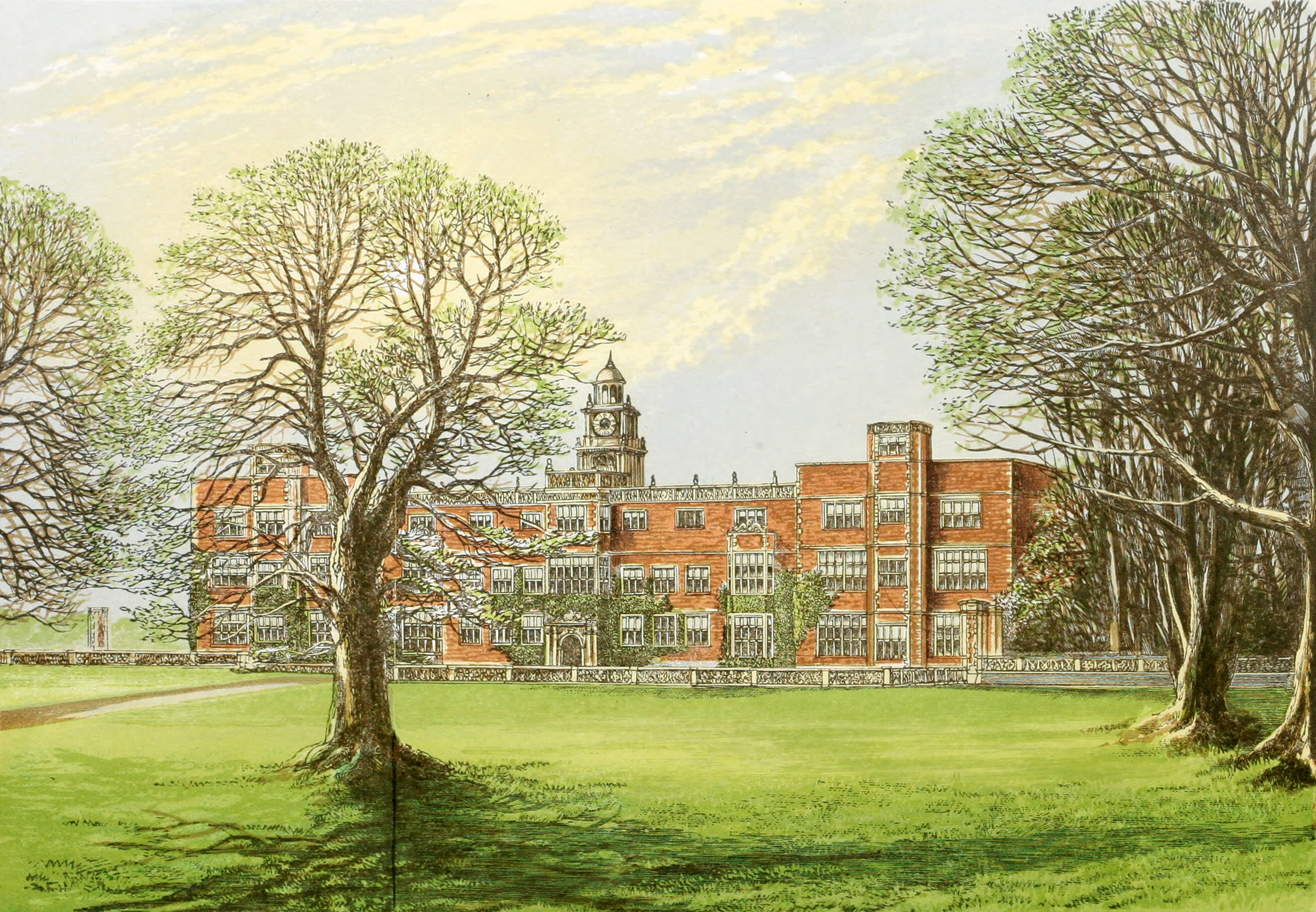
Палац Гатфілд-Хаус — резиденція сучасних графів та маркізів Солсбері

Граф Солсбері (англ. Earl of Salisbury) — старовинний графський титул у системі дворянських титулів Англії. Вперше його було започатковано близько 1143 року для Патріка, шерифа Вілтширу, одного з прибічників імператриці Матильди у період громадянської війни 1135—1154 років. Упродовж англійської історії титул графа Солсбері започатковувався кілька разів, однак більшість кремацій виявились недовговічними. Серед середньовічних графів Солсбері найвідомішим є Вільям Довгий меч, побічний син короля Генріха II, Томас Монтегю, видатний полководець Столітньої війни, Річард Невілл, знаменитий «Створювач королів» часів війни Червоної та Білої троянди, а також Маргарита Поул, остання представниця династії Плантагенетів, страчена Генріхом VIII у 1541 році. Остання креація титулу графа Солсбері відбулась 1605 року для Роберта, сина Вільяма Сесіла, головного радника і першого міністра королеви Єлизавети I упродовж майже всього її правління. Нащадки Роберта Сесіла продовжують носити титул донині. У 1798 році Джеймс Сесіл, 7-й граф Солсбері отримав титул маркіза Солсбері й надалі обидва титули залишались об’єднаними. Маркізи Солсбері з дому Сесілів відігравали видні ролі у політичному житті Великої Британії у XIX—XX століттях, а Роберт Сесіл, 3-й маркіз Солсбері, на межі століть тричі займав пост прем’єр-міністра країни.
Сучасні носії титулу графа Солсбері також володіють титулами маркіза Солсбері (започаткований 1789 року), віконта Кранборну (1604), барона Сесіла (1603) й барона Гаскойн-Сесіла (1999). Чинний граф Солсбері — Роберт Гаскойн-Сесіл, 7-й маркіз Солсбері (нар. 1946), крупний політичний діяч Консервативної партії Великої Британії. Головною резиденцією графів і маркізів Солсбері з дому Сесілів з 1611 року є палац Гатфілд-Хаус у Гертфордширі.

## Список графів Солсбері

Герб дому де Лонгеспе

Герб дому Монтегю

Герб дому Невілл

Герб Джорджа Плантагенета, герцога Кларенса

Герб Едварда Плантагенета, графа Воріка

Герб дому Сесіл

### Графи Солсбері, перша креація (1143/1145)
- Патрік, 1-й граф Солсбері (пом. 1168), констебль Солсбері і шериф Вілтширу;
- Вільям, 2-й граф Солсбері (пом. 1196), син попереднього;
- Ела, 3-я графиня Солсбері (пом. 1261), дочка попереднього;
  - Вільям Довгий Меч, 3-й граф Солсбері (бл. 1176—1226), побічний син англійського короля Генріха II, чоловік попередньої;
- Маргарита де Лонгеспе, 4-я графиня Солсбері (пом. 1310), онука попередніх;
  - Генрі де Ласі, 4-й граф Солсбері, 3-й граф Лінкольн (1251—1311), чоловік попередньої;
- Аліса де Ласі, 5-я графиня Солсбері (1281—1348), дочка попередніх, титул конфісковано 1322 року;
  - Томас Плантагенет, 2-й граф Ланкастер і Лестер (пом. 1322), чоловік попередньої, страчений за заколот проти Едуарда II.

### Граф Солсбері, друга креація (1337)
- Вільям Монтегю, 1-й граф Солсбері (1301—1344), король острова Мен (з 1333), соратник англійського короля Едуарда III;
- Вільям Монтегю, 2-й граф Солсбері (1328—1397), король острова Мен (1344—1392), син попереднього;
- Джон Монтегю, 3-й граф Солсбері (1350—1400), племінник попереднього, страчений за заколот проти Генріха IV, титул конфісковано 1400 року;
- Томас Монтегю, 4-й граф Солсбері (1388—1428), син попереднього, титул відновлено 1421 року;
- Еліс Монтегю, 5-а графиня Солсбері (1407—1462), дочка попереднього;
  - Річард Невілл, 5-й граф Солсбері (1400—1460), чоловік попередньої;
- Річард Невілл, 6-й граф Солсбері, 16-й граф Ворік (1428—1471), на прізвисько «Створювач королів», син попередніх, титул припинив існування 1471 року.

### Граф Солсбері, третя креація (1472)
- Джордж Плантагенет, граф Солсбері, граф Ворік, герцог Кларенс (1449—1478), молодший син Річарда, герцога Йоркського, чоловік дочки Річарда Невілла, страчений за змову проти Едуарда IV, титули конфісковані 1478 року.

### Граф Солсбері, четверта креація (1478)
- Едуард Плантагенет, граф Солсбері, принц Уельський (1473—1484), син короля Річарда III й Анни Невіл, дочки Річарда Невіла, титул припинив існування з його смертю 1484 року.

### Граф Солсбері, п’ята креація (1605)
- Роберт Сесіл, 1-й граф Солсбері (бл. 1565—1612), син Вільяма Сесіла, барона Берлі, головного радника королеви Єлизавети I, державний секретар Англії (з 1590), лорд-скарбничий Англії (з 1608), барон Сесіл з Ессендона (Ратленд) (з 1603), віконт Кранборн (з 1604);
- Вільям Сесіл, 2-й граф Солсбері (1591—1668), син попереднього;
- Джеймс Сесіл, 3-й граф Солсбері (1648—1683), онук попереднього;
- Джеймс Сесіл, 4-й граф Солсбері (1666—1694), син попереднього;
- Джеймс Сесіл, 5-й граф Солсбері (1691—1728), син попереднього;
- Джеймс Сесіл, 6-й граф Солсбері (1713—1780), син попереднього;
- Джеймс Сесіл, 7-й граф Солсбері (1748—1823), син попереднього, 1-й маркіз Солсбері (з 1789).